# August Weigert
August „Gustl“ Weigert (* 31. Januar 1877 in München; † 22. April 1953 ebenda) war ein deutscher Volksschauspieler und Hörspielsprecher, mit langjähriger Karriere an Bühnen seiner Vaterstadt München sowie mit Aktivitäten vor und hinter der Kamera, überwiegend beim Stummfilm.

## Leben und Wirken
Der Sohn eines Ministerialsekretärs ging augenblicklich nach der Schule ans Theater und ließ sich von Ludwig Stark künstlerisch ausbilden. Weigerts erstes Engagement führte ihn an das Hoftheater in Gera. Hier gab er seinen Einstand mit dem kleinen Part des Rémond in Die Jungfrau von Orléans. Anschließend ging Weigert nach Bremerhaven, schloss sich danach einem Tourneetheaterunternehmen (Fialla-Ensemble) an, und trat jeweils eine Spielzeit in Würzburg (1897) und Berlin (am Schillertheater, wo er 1898 mit dem Melchtal in Schillers Wilhelm Tell debütierte) auf. 1899 kehrte August Weigert nach München heim und blieb dort den überwiegenden Teil seines künstlerischen Lebens.
Seinen Einstand in der bayerischen Landeshauptstadt gab er mit dem Hans in Max Halbes Jugend. Fortan wurde Gustl Weigert, wie er im Laufe der Jahre immer häufiger genannt wurde, mit Rollen im Fach des „jugendlichen Helden“ bedacht und spielte unter anderem den Don Carlos, den Romeo und den Hamlet. Häufig ging er seitdem mit seinem Repertoire auch auf Tourneen. In diesen frühen Jahren, in denen sich August „Gustl“ Weigert bevorzugt dem Theater des Naturalismus zuwandte, begegnete er auch zahlreichen Schriftstellergrößen wie August Strindberg, Gerhart Hauptmann, Henrik Ibsen und Frank Wedekind. Am Erfolg von Max Halbes Drama Jugend soll Weigert, wie es im Nachruf des Deutschen Bühnenjahrbuchs 1954 hieß, „entscheidenden Anteil“ gehabt haben.
Von 1914 bis 1921, nur unterbrochen durch die Weltkriegsjahre, war August Weigert auch ein gut beschäftigter Darsteller im Stummfilm. Man sah ihn am Vorabend des Ersten Weltkriegs mit tragenden Nebenrollen mehrfach an der Seite des damaligen Topstars Henny Porten (Das Tal des Traumes, Gretchen Wendland, Bergwind, allesamt 1914) und ab 1918 nahezu ausschließlich in deutlich weniger prominent besetzten, bayerischen Produktionen, die bevorzugt von ihm selbst oder von Toni Attenberger inszeniert wurden. Mit seiner letzten Filmregie wagte sich August Weigert 1921 mit Ein Fest auf Haderslevhuus auch einmal an ein künstlerisch ambitioniertes Projekt, der filmischen Adaption von Theodor Storms gleichnamiger Novelle, die kurzzeitig mit Zensurproblemen zu kämpfen hatte. Anschließend kehrte August Weigert der Zelluloidbranche wieder weitgehend den Rücken zu und stand nur noch zweimal mit winzigen Rollen vor der Kamera.
Weigerts Volkstümlichkeit brachte ihm nicht nur große Popularität im süddeutschen und österreichischen Raum ein, sondern auch einige Aufmerksamkeit in kultur-literarischen Zirkeln. Wie im Nachruf des Bühnenjahrbuchs zu lesen ist, widmeten ihm Peter Altenberg, Alfred Polgar und Josef Hofmiller „in ihren Werken lobende und liebevolle Bemerkungen“. Zuletzt war „Papa Weigert“, wie er nunmehr häufig genannt wurde, eine Münchner Institution. „Er galt als der ‚Schwabinger Senior‘ schlechthin und war das älteste Mitglied der ‚Seerosenrunde‘ im gleichnamigen Schwabinger Lokal.“

## Filmografie
als Schauspieler, wenn nicht anders angegeben
- 1914: Bergwind
- 1914: Gretchen Wendland
- 1914: Das Tal des Traumes
- 1918: Die Stadt ohne Lachen
- 1918: Siegerin Weib
- 1919: Liebe und Liebelei (auch Regie)
- 1919: Bergschrecken
- 1919: Desperados
- 1920: El Verdugo (auch Regie)
- 1920: Das schwarze Amulett (nur Regie)
- 1920: Die Irre von Ihörringhuus (auch Regie)
- 1921: Das Medium des Cowboy
- 1921: Der Mann mit dem schlechten Gewissen (nur Regie)
- 1921: Der Letzte vom Bärenhof (nur Regie)
- 1921: Ein Fest auf Haderslevhuus (nur Regie)
- 1927: Das Geheimnis von Genf
- 1942: Die See ruft

## Hörspiele (Auswahl)
- 1925: Johann Wolfgang von Goethe: Iphigenie. Trauerspiel in 5 Akten (Orest) – Regie: Nicht angegeben (Sendespiel (Hörspielbearbeitung)

– Deutsche Stunde in Bayern)
- 1925: Friedrich Hebbel: Maria Magdalena. Ein bürgerliches Trauerspiel (Ein Sekretär) – Regie: Albert Spenger (Sendespiel (Hörspielbearbeitung) – Deutsche Stunde in Bayern)
- 1925: Johann Wolfgang von Goethe: Torquato Tasso. Schauspiel in 5 Aufzügen (Torquato Tasso) – Regie: Albert Spenger (Sendespiel (Hörspielbearbeitung) – Deutsche Stunde in Bayern)
- 1927: Arkadi Timofejewitsch Awertschenko: Amerikanisches Duell (Nikolaj Bergesewitsch, Jelene Borisowaas Freund) – Regie: Rudolf Hoch (Sendespiel (Hörspielbearbeitung) – Deutsche Stunde in Bayern)
- 1927: Wilhelm Meyer-Förster: Alt-Heidelberg. Schauspiel in fünf Akten (Detlev, Graf von Asterberg) – Regie: Rudolf Hoch (Sendespiel (Hörspielbearbeitung) – Deutsche Stunde in Bayern)
- 1927: Max Reimann, Otto Schwartz: Willis Frau. Ein heiteres Familienstück in drei Teilen (Willi, Konrad Hegershausens Sohn) – Regie: Hellmuth Habersbrunner (Sendespiel (Hörspielbearbeitung) – Deutsche Stunde in Bayern)
- 1927: Hugo von Hofmannsthal: Der Thor und der Tod. Ein Drama in Versen (Ein Jugendfreund, Toter) – Regie: Rudolf Hoch (Sendespiel (Hörspielbearbeitung) – Deutsche Stunde in Bayern)
- 1927: Johann Wolfgang von Goethe: Götz von Berlichingen. Schauspiel in fünf Aufzügen (Weislingen) – Bearbeitung und Regie: Rudolf Hoch (Sendespiel (Hörspielbearbeitung) – Deutsche Stunde in Bayern)
- 1927: Hans Micheler, Hermann Dollinger: Wie soll das enden? Ein buntes Hörbild – Regie: Rudolf Hoch (Original-Hörspiel – Deutsche Stunde in Bayern)
- 1950: Heinz Berchtold, Inge Stettberger, Amalie Wach: Kalender-G'schichten (Sprecher) – Regie: Olf Fischer (Hörspiel – BR)
- 1950: Carl Zuckmayer: Der Schelm von Bergen – Regie: Walter Ohm (Hörspielbearbeitung – BR)
- 1951: Max Mell: Ein altes deutsches Weihnachtsspiel (Der Tragant) – Regie: Walter Ohm (Hörspiel – BR)